# Mopalia hindsii
Mopalia hindsii är en blötdjursart som först beskrevs av Reeve 1847.  Mopalia hindsii ingår i släktet Mopalia och familjen Mopaliidae. Inga underarter finns listade i Catalogue of Life.